# Albert Savarus
Albert Savarus é um romance de Honoré de Balzac publicado em 1842 em folhetim no Le Siècle, em seguida em volume na edição Furne do mesmo ano. Está classificado nas Cenas da vida privada da Comédia Humana.

## Enredo
A baronesa de Watteville, dominadora e mundana, mantém em Besançon um dos salões mais populares. Ainda sedutora, ela supera um marido sem graça e sua filha Rosalie (Rosália na edição brasileira organizada por Paulo Rónai), para a qual prepara um brilhante casamento com Amédée (Amadeu) de Soulas, que admira a mãe. Mas Rosalie tem outros planos, quando na cidade se instala um advogado, Savaron de Savarus, cuja personalidade misteriosa intriga a jovem. Ela ama em segredo este homem ambicioso que prepara sua carreira política. Mas Savarus tem a imprudência de publicar um texto, uma novela à moda da época, em que descreve as aventuras amorosas de um homem com uma princesa. Não é difícil presumir que este texto é autobiográfico. Rosalie concebe um forte desprezo, e um ciúme raivoso quando percebe que a princesa existe de verdade.
Por maquinação diabólica, ela intercepta a correspondência do advogado e forja cartas fazendo crer à princesa que Savarus, absorto por sua campanha eleitoral, não sente mais nenhum amor por ela. De repente, a princesa, tornada viúva, se casa novamente. E, quando a campanha eleitoral começa verdadeiramente, quando Savarus deveria se mostrar mais ativo, desaparece de Besaçon. Perturbado por ter perdido sua princesa, ele se retira ao convento da Grande Chartreuse. "Um rapaz, instigado por Rosália, disse à duquesa mostrando-lha: - Ali está uma moça das mais notáveis, uma vontade de ferro! Ela fez com que se arrojasse num claustro, na Grande Chratreuse, um homem de grande valor, Alberto Savarus, cuja existência foi por ela despedaçada. É a Srta. de Watteville, a famosa herdeira de Besançon.".
Rosalie não poderá saborear sua vitória pois, com a morte de seu pai, sua mãe se casa novamente com Amédée de Soulas, pretendente que a jovem havia recusado. Não lhe resta nada mais, por sua vez, senão abandonar Besançon e se retirar a uma propriedade longe da cidade.
A jovem, em um outro registro, faz parte das manipuladoras do mesmo tipo que a prima Bette. Como aquela, ela vai perder a si mesma em suas tramas. Presa em sua própria armadilha, Rosalie tem um fim tão triste quanto aquele de Élisabeth Fischer.